# (101902) Gisellaluccone
(101902) Gisellaluccone est un astéroïde de la ceinture principale.

## Description
(101902) Gisellaluccone est un astéroïde de la ceinture principale. Il fut découvert le 3 septembre 1999 à Ceccano par Gianluca Masi. Il présente une orbite caractérisée par un demi-grand axe de 2,34 UA, une excentricité de 0,12 et une inclinaison de 3,7° par rapport à l'écliptique.

## Compléments